# Appio Claudio (Roma)
Appio Claudio è il venticinquesimo quartiere di Roma, indicato con Q. XXV.
Il toponimo indica anche la zona urbanistica 10B del Municipio Roma VII di Roma Capitale.
Prende il nome dal politico e letterato romano Appio Claudio Cieco, a cui si deve la costruzione della via Appia e di opere idriche.

## Geografia fisica

### Territorio
Si trova nel quadrante est della città.
A nord-est l'Appio Claudio confina direttamente con il quartiere Don Bosco (dal quale è diviso da via Tuscolana). Ad est, via delle Capannelle separa il quartiere dalla zona di Capannelle nel tratto tra la Tuscolana e l'Appia Nuova.
Ad ovest, la via Appia Nuova forma il confine con la zona di Torricola e con l'Appio-Pignatelli fino a via del Quadraro che delimita, sempre ad ovest, l'Appio Claudio dal quartiere Tuscolano (tratto compreso tra l'Appia Nuova e la Tuscolana).

## Storia
I film del neorealismo degli anni del dopoguerra ci mostrano i paesaggi di una zona non edificata in prossimità degli stabilimenti di Cinecittà. Spesso, sullo sfondo delle scene si riconosce la cupola della vicina chiesa di Don Bosco, allora ancora solitaria in mezzo alla campagna. Ad esempio, Pier Paolo Pasolini, nel suo film Mamma Roma, ha scelto la zona dove adesso sorge la chiesa di San Policarpo, per realizzare molte scene del film.
Il quartiere fu costruito in massima parte negli anni cinquanta anche grazie all'intervento dell'INA-Casa. La nascita del quartiere fu seguita da una lenta crescita delle infrastrutture. La zona era, fin dall'inizio, afflitta da problemi di piccola criminalità e da conflitti tra gli abitanti del quartiere e quelli degli insediamenti, detti all'epoca baraccati; si trattava di luoghi nei quali immigrati, provenienti prevalentemente da regioni come Abruzzo, Molise e Calabria, riuscirono a trovare una prima, seppur precaria, abitazione a ridosso della grande città. Questi dormivano sotto l'acquedotto Felice, dove avevano costruito delle casette, chiamate appunto baracche. Proprio in queste improvvisate costruzioni che sorgevano alle spalle della parrocchia di San Policarpo, un prete, don Roberto Sardelli, realizzò una scuola per i residenti della zona all'interno della baracca 725, che prese appunto in nome di Scuola 725. Lo smantellamento di questa comunità iniziò negli anni settanta con l'occupazione della parrocchia di San Policarpo e l'assegnazione di appartamenti grazie all'interessamento del parroco di allora mons. Sisto Gualtieri; una parte degli sfollati si recò a vivere in appartamenti a Ostia Lido, altri in appartamenti vicini alla parrocchia stessa.
Oggi, l'area ristrutturata totalmente è chiamata parco degli Acquedotti, in quanto ne sono presenti diversi: uno di epoca romana (IV secolo), l'acquedotto Claudio; un secondo venne fatto restaurare da papa Sisto V Felice Peretti nel XVI secolo e per questo fu denominato acquedotto Felice. Nel 1980 una consistente spinta allo sviluppo urbano fu data dall'apertura della linea A della metropolitana di Roma, di importanza vitale per il quartiere. Il completamento dei lavori avvenne in vent'anni, tra interruzioni, blocchi della viabilità a ridosso delle stazioni e polemiche. Sempre agli anni ottanta risalgono gli interventi di valorizzazione del parco, con la demolizione delle ultime baracche. Nel 2007 gli ultimi orti abusivi presenti all'interno del parco furono smantellati ridonando la bellezza ed il libero uso a tutti i cittadini di un parco dotato di notevoli ricchezze archeologiche.
Diventa ufficialmente quartiere nel 1961, soppiantando parte del suburbio Tuscolano, di cui si possono ancora trovare alcune targhe stradali con la numerazione S. V.

## Monumenti e luoghi d'interesse

### Architetture religiose
- Chiesa di Santa Barbara, su largo Santa Barbara. Chiesa del XX secolo (1952-53).
- Chiesa di Sant'Ignazio d'Antiochia, su via Appia Nuova. Chiesa del XX secolo (1956-57).
- Cappella della Madonna del Buon Consiglio a Tor di Mezza Via, su via Appia Nuova. Luogo sussidiario di culto della parrocchia di Santa Barbara.
- Chiesa di San Policarpo, su piazza Aruleno Celio Sabino. Chiesa del XX secolo (1964-67).

### Siti archeologici

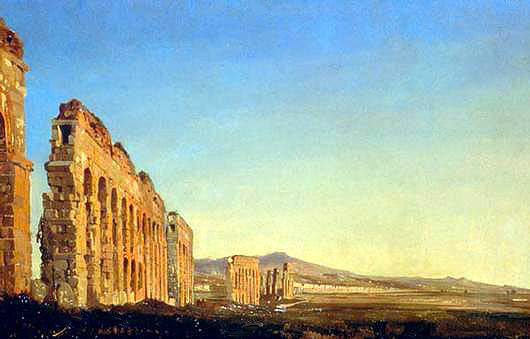
Ippolito Caffi, Acquedotto nella campagna romana, 1843. Veduta dalla zona di via Appia Nuova: in primo piano l'acquedotto Claudio, sullo sfondo i Colli Albani.

Di grande importanza culturale è il parco degli Acquedotti, detto anche parco di San Policarpo o anche di via Lemonia. È percorso da uno dei tratti più suggestivi dell'acquedotto Claudio, dell'Acquedotto Felice e dell'Acqua Marcia. Tra i tre, quello più imponente è senza dubbio l'acquedotto Claudio, restaurato nel 776 dal papa Adriano I dopo la guerra gotica ed andato in seguito in rovina. Verso la fine del Medioevo, parte della sostanza dell'acquedotto fu demolita per ricavarne materiale edilizio: è stata questa la causa delle lacune che oggi ne caratterizzano il percorso creando un caratteristico andamento a singhiozzo.
Nel parco si trovano, oltre agli acquedotti ed alla chiesa parrocchiale, dei reperti archeologici di diversi tipi. Tra questi, si ricorda la tomba dei Cento Scalini.

## Geografia antropica

### Urbanistica
Nel territorio dell'Appio Claudio si estendono gran parte dell'omonima zona urbanistica 10B e parte della 10C Quarto Miglio.
Come avviene in parecchie aree urbane della capitale, le denominazioni ufficiali dei quartieri non corrispondono necessariamente a quelle usate nel linguaggio corrente: insieme al quartiere di Don Bosco, l'Appio Claudio coincide, in parte, con la zona di Roma comunemente chiamata Cinecittà Est, per via dei vicini stabilimenti cinematografici.
L'area edificata del quartiere si trova adiacente alla via Tuscolana, all'altezza di viale Giulio Agricola e largo Appio Claudio, dove risiedeva fino al duemila l'omonimo mercato. A sud di questa zona si estende una superficie non edificata che comprende il parco degli Acquedotti percorso appunto, da nord-est a sud-ovest, da alcuni acquedotti, dalla via Appia Nuova e dalle due ferrovie che portano in direzione di Cassino e di Formia. Principalmente caratterizzato da imponenti casamenti condominiali di sette-otto piani, con strade strette e privi di spazi verdi interni, tipiche dell'edilizia popolare anni cinquanta-sessanta, il quartiere si distingue a ridosso del parco e nella caratteristica via Lemonia per delle abitazioni meno intensive.
Presso l'Appia Nuova è situata la zona residenziale dello Statuario, unita al territorio dell'Appio Claudio dopo la seconda guerra mondiale. Il nome di questa zona, di antiche origini, potrebbe avere a che fare con il ritrovamento di numerose statue nelle vicinanze, oppure dipendere dal fatto che vi abitavano originariamente diversi scultori.

## Infrastrutture e trasporti

### Strade

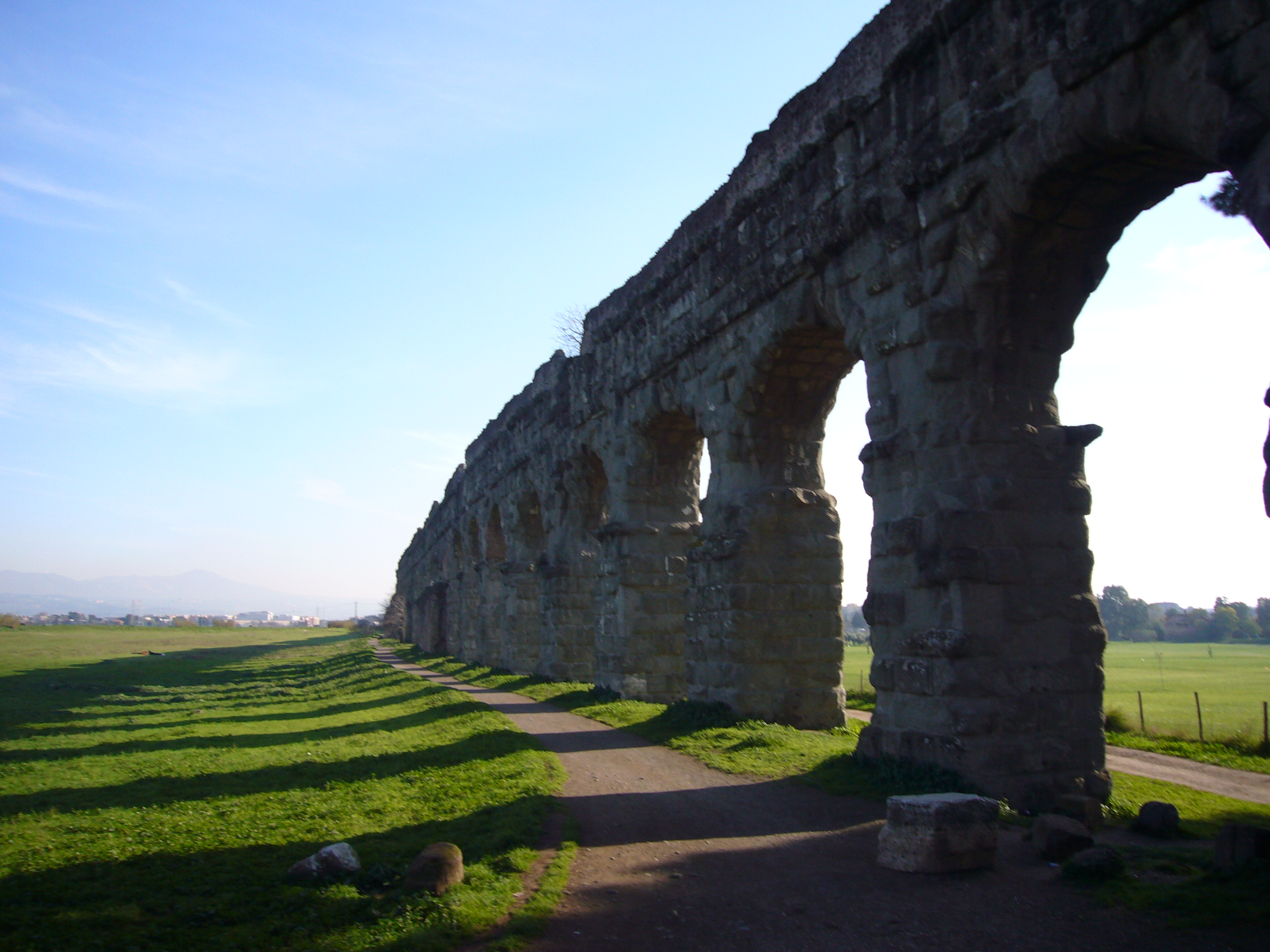
Parco degli acquedotti: l'acquedotto Felice

Per quanto riguarda i punti principali del quartiere, si ricorda via Tuscolana, la principale arteria dell'intera zona, dal traffico intenso per il quale sono stati necessari numerosi interventi viari e ricca di esercizi commerciali.
Il quartiere è collegato con il centro della capitale con la linea A della metropolitana.
Parte del traffico di transito percorre la via Appia Nuova dal centro e dal Tuscolano, in direzione dell'ippodromo delle Capannelle.

## Ferrovie
|  | È raggiungibile dalla stazione di Roma Capannelle. |